# Lliga ghanesa de futbol
La Lliga ghanesa de futbol (Ghana Premier League, o OneTouch Premier League per patrocini) és la màxima competició futbolística de Ghana, organitzada per la Federació Ghanesa de Futbol. Va ser creada l'any 1956.

## Clubs participants temporada 2018
| Club                  | Estadi                    | Ciutat         | Capacitat |
| --------------------- | ------------------------- | -------------- | --------- |
| Aduana Stars          | Agyeman Badu Stadium      | Dormaa Ahenkro | 5.000     |
| Asante Kotoko         | Baba Yara Stadium         | Kumasi         | 40.528    |
| AshantiGold           | Len Clay Stadium          | Obuasi         | 20.000    |
| Bechem United         | Nana Gyeabour's Park      | Bechem         | 5.000     |
| Berekum Chelsea       | Berekum Sports Stadium    | Berekum        | 10.000    |
| Dreams FC             | Theater of Dreams         | Dawu           | 5,000     |
| Ebusua Dwarfs         | Cape Coast Sports Stadium | Cape Coast     | 15.000    |
| Elmina Sharks         | Nduom Sports Stadium      | Elmina         | 25.000    |
| Eleven Wonders        | Ohene Ameyaw Park         | Techiman       | 10,000    |
| Hearts of Oak         | Accra Sports Stadium      | Accra          | 40.000    |
| Inter Allies          | El Wak Stadium            | Accra          | 7.000     |
| Liberty Professionals | Dansoman Park             | Dansoman       | 2.000     |
| Medeama               | TNA Park                  | Tarkwa         | 12.000    |
| Karela United FC      | CAM Park                  | Aiyinase       | 5.000     |
| All Stars             | Wa Sports Stadium         | Wa             | 5.000     |
| WAFA                  | Sogakope Stadium          | Sogakope       | 1.000     |

## Historial
Font:
Campionat d'Accra (època colonial)
Durant l'època colonial es disputà el campionat d'Accra des de 1920. En total es disputaren 12 edicions.
- 1920:  Hearts of Oak
- 1922:  Hearts of Oak
- 1925:  Hearts of Oak
- 1927:  Hearts of Oak
- 1929:  Hearts of Oak
- 1933:  Hearts of Oak
- 1935:  Hearts of Oak
- 1953-54:  Hearts of Oak

Campionat de Ghana (estat independent)
- 1956:  Hearts of Oak (no oficial)
- 1957: no es disputà
- 1958:  Hearts of Oak (1)
- 1959:  Asante Kotoko (1)
- 1960:  Eleven Wise (1)
- 1961-62:  Hearts of Oak (2)
- 1962-63:  Real Republicans (1)
- 1963-64:  Asante Kotoko (2)
- 1964-65:  Asante Kotoko (3)
- 1966:  Mysterious Dwarfs (1)
- 1967:  Asante Kotoko (4)
- 1968:  Asante Kotoko (5)
- 1969:  Asante Kotoko (6)
- 1970:  Great Olympics (1)
- 1971:  Hearts of Oak (3)
- 1972:  Asante Kotoko (7)
- 1973:  Hearts of Oak (4)
- 1974:  Great Olympics (2)
- 1975:  Asante Kotoko (8)
- 1976:  Hearts of Oak (5)
- 1977:  Sekondi Hasaacas (1)
- 1978:  Hearts of Oak (6)
- 1979:  Hearts of Oak (7)
- 1980:  Asante Kotoko (9)
- 1981:  Asante Kotoko (10)
- 1982:  Asante Kotoko (11)
- 1983:  Asante Kotoko (12)
- 1984:  Hearts of Oak (8)
- 1985:  Hearts of Oak (9)
- 1986:  Asante Kotoko (13)
- 1987:  Asante Kotoko (14)
- 1988-89:  Asante Kotoko (15)
- 1989-90:  Hearts of Oak (10)
- 1990-91:  Asante Kotoko (16)
- 1991-92:  Asante Kotoko (17)
- 1992-93:  Asante Kotoko (18)
- 1993-94:  Goldfields (1)
- 1994-95:  Goldfields (2)
- 1995-96:  Goldfields (3)
- 1996-97:  Hearts of Oak (11)
- 1997-98:  Hearts of Oak (12)
- 1999:  Hearts of Oak (13)
- 2000:  Hearts of Oak (14)
- 2001:  Hearts of Oak (15)
- 2002:  Hearts of Oak (16)
- 2003:  Asante Kotoko (19)
- 2004-05:  Hearts of Oak (17)
- 2005:  Hearts of Oak (18)
- 2006-07:  Hearts of Oak (19)
- 2007-08:  Asante Kotoko (20)
- 2008-09:  Hearts of Oak (20)
- 2009-10:  Aduana Stars (1)
- 2010-11:  Berekum Chelsea (1)
- 2011-12:  Asante Kotoko (21)
- 2012-13:  Asante Kotoko (22)
- 2013-14:  Asante Kotoko (23)
- 2015:  Ashanti Gold (4)
- 2016:  Wa All Stars (1)
- 2017:  Aduana Stars (2)
- 2018: Abandonat[a]
- 2019:  Asante Kotoko (24)[b]
- 2019-20: Abandonat[c]
- 2020-21:  Hearts of Oak (21)
- 2021-22:  Asante Kotoko (24)[4]
- 2022-23:  Medeama SC (1)[5]
- 2023-24:  FC Samartex 1996 (1)
- 2024-25: